# 戴复东
戴复东（1928年4月25日—2018年2月25日），安徽无为人，生于广东广州，建筑学与建筑设计专家，中国工程院院士，同济大学建筑与城规学院教授。

## 生平
1948年考入国立中央大学，和钟训正、齐康、郭湖生、吴贻康等人同学，师从中国现代建筑学的主要奠基人刘敦桢、杨廷宝、童寯，水彩画大师李剑晨等人，1952年毕业于南京大学工学院建筑系（现为东南大学建筑学院）。毕业后任教于上海同济大学，历任同济大学建筑系助教、讲师、副教授、教授，先后担任同济大学建筑系系主任、建筑与城市规划学院副院长、院长、名誉院长，同济规划建筑设计研究总院总建筑师和EAROPH地球东部区域规划与住房组织副主席、美国高层建筑与城市居住委员会北亚州地区副主席等职。
1999年当选为中国工程院院士。在建筑思想、设计工程、人才培养方面都有卓越成就，对同济大学建筑学科的发展有重要贡献。
2018年2月25日上午，因病医治无效，于上海交通大学医学院附属新华医院去世。

## 家庭
- 父亲：戴安澜，国军著名抗日将领，取得昆仑关大捷，于出境作战中阵亡，中将军衔（追授）。
- 妻子：吴庐生，大学时代的同班同学，同为中國一级注册建筑师。